# Wuxi

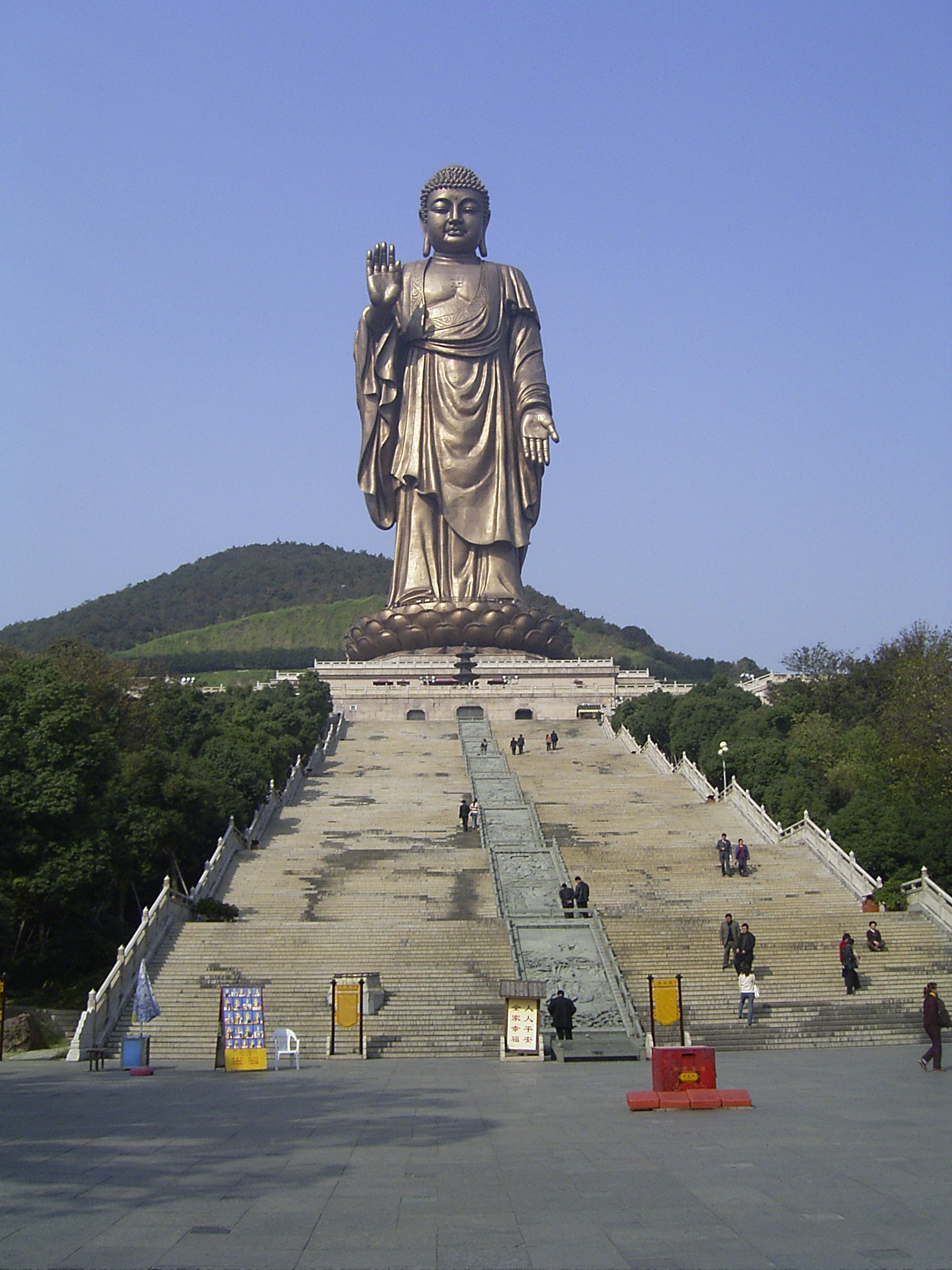
Boeddha standbeeld bij Lingshan

Wuxi (Chinees: 无锡, pinyin: wúxī, IPA: [wu2ːɕɻ̩1ː]) is een oude industriestad en stadsprefectuur in het zuiden van de oostelijke provincie Jiangsu in China. Het ligt in het noorden aan de Yangtze rivier en in het zuiden aan de oever van het meer Taihu. Direct ten oosten van het stadscentrum ligt Wuxi Shuofang Airport.
Bij de volkstelling van 2020 had de stad 4 miljoen inwoners. De prefectuur had 7,5 miljoen inwoners. De stad ligt in de Yangtze Delta Zone en is onderdeel van de stedenrij Shanghai-Suzhou-Wuxi-Changzhou, met 41,6 miljoen Inwoners de tweede agglomeratie van de wereld.

## Geografie
Behalve het stadscentrum van Wuxi behoren ook de satellietsteden Jiangyin en Yixing als stadsarrondissementen, evenals de voorstedelijke districten Xishan, Huishan, Binha en Xinwu tot de stadsprefectuur. 
Dat het stadscentrum als het district Liangxi wordt aangeduid is pas sinds 20 februari 2016.  Voor die datum bestond het stadscentrum uit drie districten, Chong'an, Nancheng en Beitang, die dus op die datum werden gefuseerd tot Liangxi.
In onderstaande tabel de bevolkingscijfers van de census van 2010, aangepast aan de districtsindeling van 2016.
| Map | Map                 | Map    | Map          | Map       | Map         | Map     |
| --- | ------------------- | ------ | ------------ | --------- | ----------- | ------- |
| Yangtze Taihu Gehu Xishan district Huishan district Binhu district Liangxi district Xinwu district Jiangyin stadsarr. Yixing stadsarr. |                     |        |              |           |             |         |
| Stadsdeel | Bestuursvorm        | Hanzi  | Pinyin       | Inwoners  | Oppervlakte | Inw/km² |
| Stadscentrum |                     |        |              |           |             |         |
| Liangxi | district            | 梁溪区 | Liángxī Qū   | 985.465   | 71,50       | 13.446  |
| Voorstedelijk |                     |        |              |           |             |         |
| Xishan | district            | 锡山区 | Xīshān Qū    | 882.387   | 399,11      | 2.229   |
| Huishan | district            | 惠山区 | Huìshān Qū   | 691.059   | 325,12      | 2.780   |
| Binhu | district            | 滨湖区 | Bīnhú Qū     | 915.093   | 628,15      | 1.475   |
| Xinwu | district            | 新吴区 | Xīnwú Qū     | 720.215   | 220,01      | 3.431   |
| Satellietsteden |                     |        |              |           |             |         |
| Jiangyin | stadsarrondissement | 江阴市 | Jiāngyīn Shì | 1.779.515 | 986,97      | 1.802   |
| Yixing | stadsarrondissement | 宜兴市 | Yíxīng Shì   | 1.285785  | 1.996,61    | 640     |
| Totaal | Totaal              | Totaal | Totaal       | 7.462.135 | 4.627,46    | 1.616   |

De indeling van de oude historische stad is typisch voor oude Chinese steden met ruwweg cirkels rondom het centrum doorkruist door kanalen. Het hoofdkanaal wordt nog altijd druk bevaren. De stad ligt in de Yangtze-delta en Jiangyin ligt aan de zuidelijke rechteroever van de Yangtze.

## Klimaat
Wuxi heeft een hete zomer, maar ook koude winters. De gemiddelde temperatuur is 15,4 °C en er valt maar zelden sneeuw. Op gemiddelde 35 dagen per jaar wordt een temperatuur van onder het vriespunt bereikt. Vanwege de ligging vlak bij de Oost-Chinese Zee heeft het een subtropische moesson zeeklimaat met gemiddeld 1048 mm regen per jaar.

## Economie

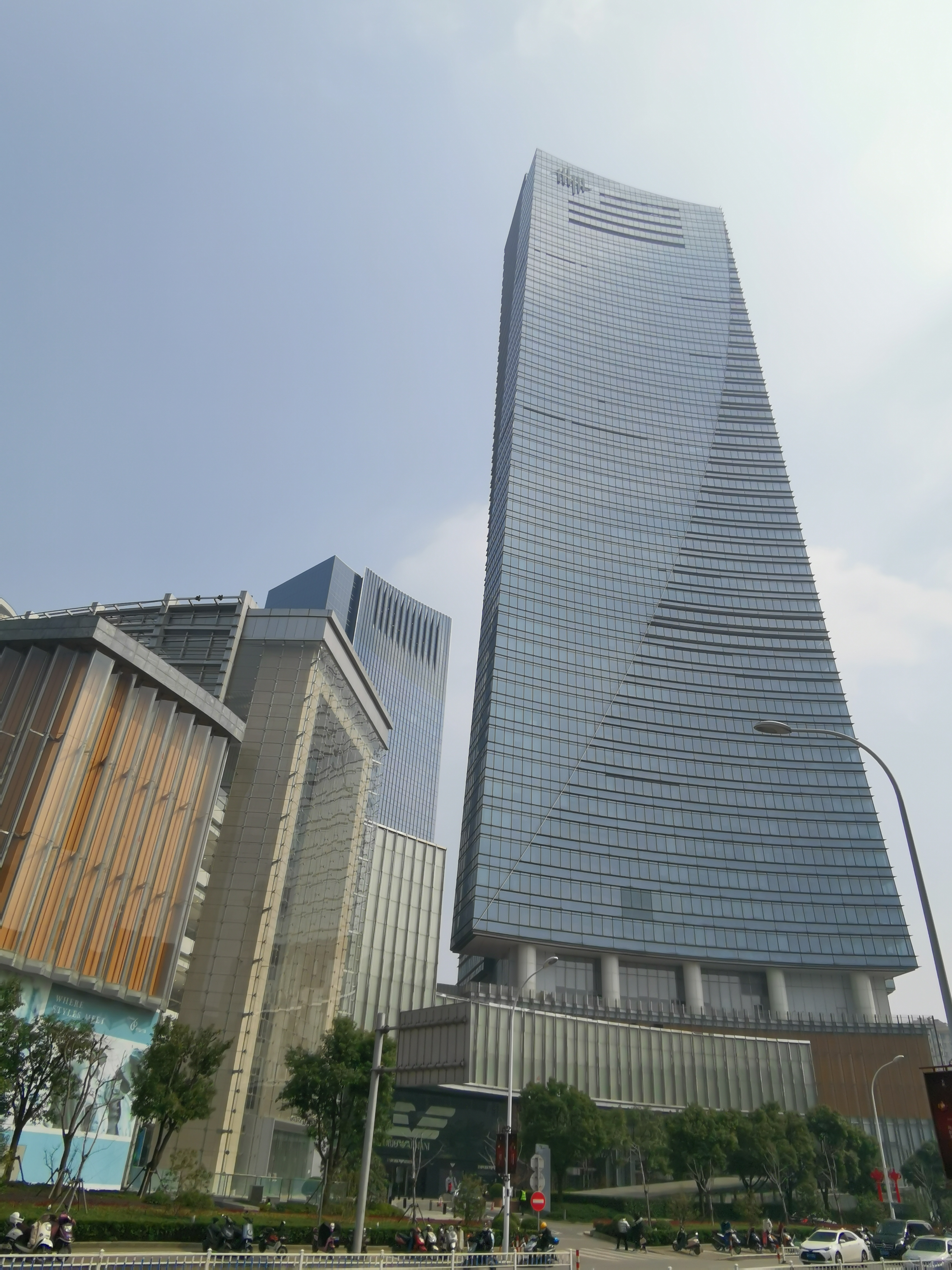
Center66

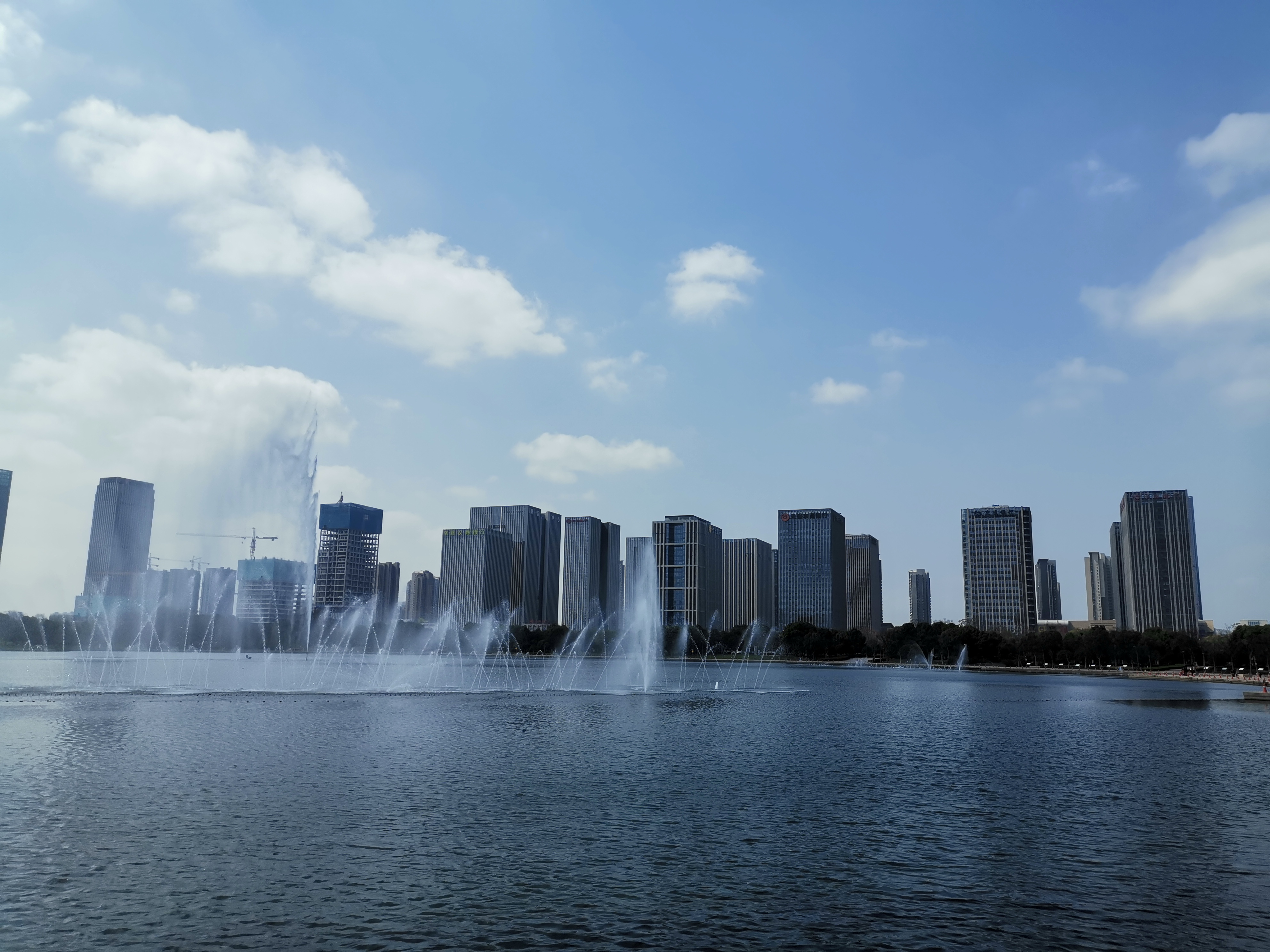
Financiële straat

Wuxi is een van de vijftien officiële investeringssteden en heeft twee grote industriële parken, gericht op nieuwe industrie. Tegenwoordig is de industrie gericht op de productie van textiel. Er zijn drie zones gedefinieerd in Wuxi: een high-tech zone, een zone voor basisindustrie en een zone voor milieu-industrie. Dit zijn tevens de gedefinieerde speerpunten voor de economische ontwikkeling.
Volgens cijfers uit 2002 van de lokale regering is 24% van de economische activiteit textielgerelateerd, 25% is industriële productie en nog 8% lichte industrie. In 2003 had Wuxi een groei van 15% in de economische activiteiten. De grootste buitenlandse investeerder in Wuxi is General Electric uit de Verenigde Staten. De grootste Europese investeerder is Siemens en de grootste investeerder uit de Benelux is AkzoNobel.
In 2024 bereikte het BBP van Wuxi City 1626.329 miljard yuan, een jaar-op-jaar stijging van 5,8% tegen constante prijzen, hoger dan het nationale gemiddelde (5,0%). Daaronder is de toegevoegde waarde van de primaire industrie 14.045 miljard yuan, een jaar-op-jaar stijging van 3,5%; de toegevoegde waarde van de secundaire industrie is 771.602 miljard yuan, een jaar-op-jaar stijging van 6,2%; de toegevoegde waarde van de tertiaire industrie is 840.682 miljard yuan, een jaar-op-jaar stijging van 5,4%; de fiscale inkomsten zijn 121.01 miljard yuan, de derde plaats in de provincie, en het BBP per hoofd van de bevolking is 216.900 yuan, de derde plaats in het land na Beijing en Shanghai.

## Verkeer

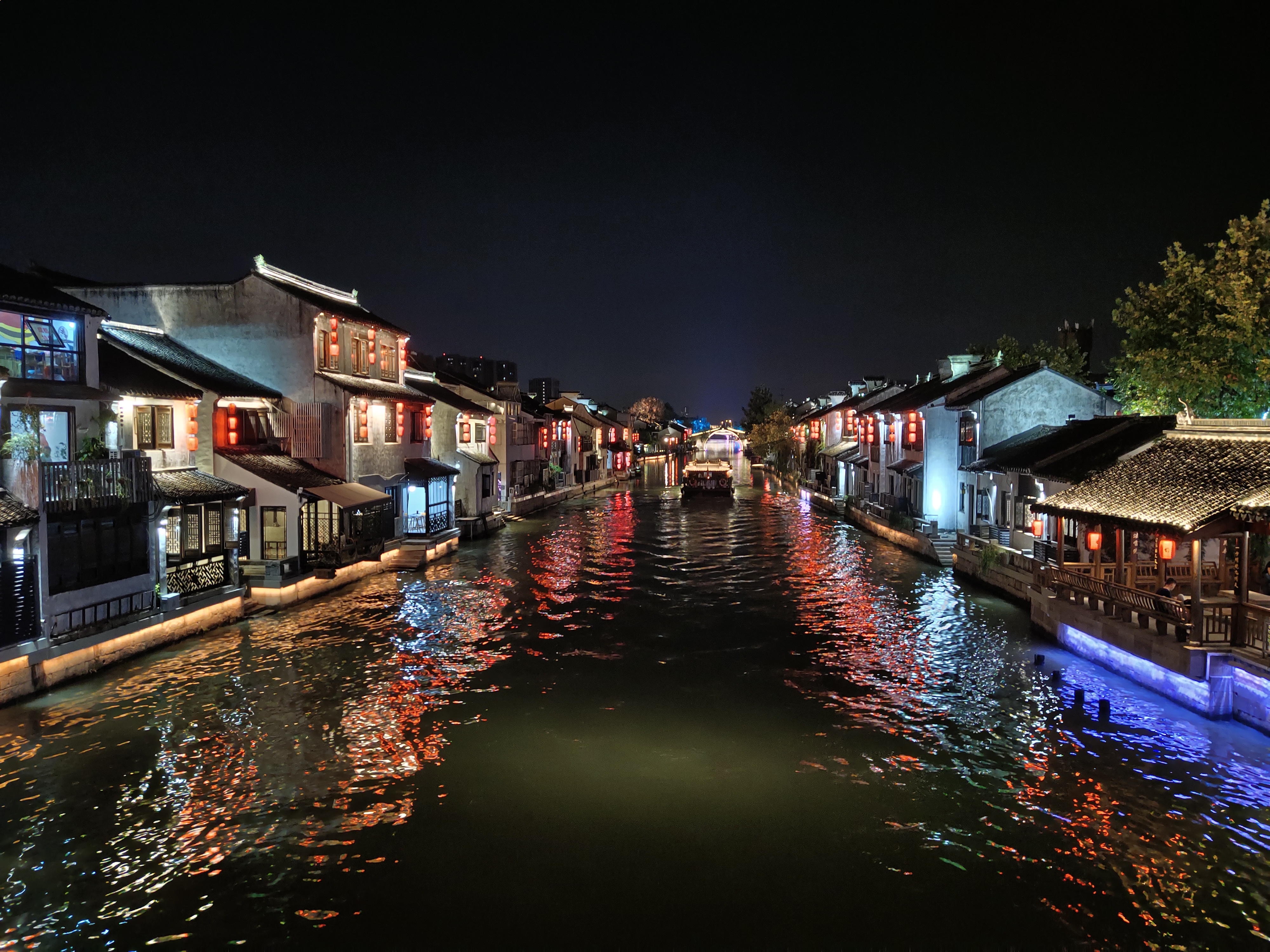
Qingming-brug

Wuxi is verkeerstechnisch goed ontsloten. De stad kan producten exporteren via de havens van Shanghai op 165 km en Jiangyin op 38 km.
Vliegvelden in de omgeving zijn: luchthaven Wuxi Shuofang (Regionale internationale en binnenlandse vluchten), luchthaven Shanghai Pudong (globaal internationaal) op 180 km, Shanghai Hongqiao (regio-internationaal) op 120 km en Nanjing Lukon (nationaal) op 180 km.
Wuxi ligt aan de treinverbindingen tussen Peking-Shanghai en Xinyi-Changxing.
De metro van Wuxi breidt gestaag uit, en verbindt centrum, periferie, luchthaven en Jiangyin.
Wuxi is een knooppunt voor drie belangrijke autosnelwegen in China. Dit zijn de snelwegen Peking-Shanghai, Shanghai-Chengdu en Tongjiang-Sanya.

## Cultuur
Wuxi is van origine een mijnbouwstad, welke volgens de legende zijn tinvoorraden heeft opgebruikt, vandaar de naam Wuxi. De stad ontwikkelde zich tot een kunst- en cultureel centrum. Verschillende beroemde Chinese schrijvers noemen Wuxi hun thuisstad.

### Eten
Wuxi is bekend om de spareribs volgens de Wuxi-stijl

## Toerisme
Wuxi is een toeristische trekpleister in de Yangtze-delta en behoort tot de top-10 populairste toeristische plaatsen in China. In 2003 bezochten 438.000 overzeese gasten en 22 miljoen Chinese gasten de stad.

### Natuur
- Taihumeer: de stad is op de oevers van dit meer gebouwd. Beroemde plaatsen zijn Yuantou Zhu (het schildpadeiland) en Taihu Xiandao (eiland van de goden).
- Xishan, Huishan: betekent letterlijk "berg van tin" en "berg van het goede hart". Dit zijn twee kleine heuvels in het westen van de stad.
- Shanjuan: Een grot, die ontdekt is in 276 voor Chr. De betekenis van Shanjuan is gezegende grot.
- Bamboebossen van Yixing: uitgestrekte wouden van bamboe.

### Cultuur
- Parken: Wuxi is beroemd om de vele private parken en tuinen. Li Yuan en Mei Yuan zijn goed bewaard gebleven parken. Xihui Gongyuan (Xihui park) aan de voet van de heuvel Xi Shan bevat ook historische kunstschatten.
- CCTV-Filmstad: CCTV staat voor China Central Television. Dit is een themapark onder andere met decors voor Chinese films.
- Lingshan: Een eiland met boeddhistische invloeden. Hier vindt men onder andere een reusachtig Boeddhabeeld (Grote Boeddha van Ling Shan) en een "drakenfontein".
- Grote Kanaal: Het kanaal tussen Peking en Hangzhou doorkruist de stad. Er zijn twee kanalen, het oude en het nieuwe dat in 1949 werd gegraven.

## Zusterstad
- Kortrijk

## Geboren in Wuxi
- Jimmy Wang Yu (1943-2022), acteur, regisseur en filmproducent